# Радовин
Радовин (хорв. Radovin) — населений пункт у Хорватії, в Задарській жупанії у складі громади Ражанаць.

## Населення
Населення за даними перепису 2011 року становило 549 осіб.
Динаміка чисельності населення поселення:

## Клімат
Середня річна температура становить 13,98 °C, середня максимальна – 27,68 °C, а середня мінімальна – 1,14 °C. Середня річна кількість опадів – 933 мм.
| Клімат поселення                              | Клімат поселення | Клімат поселення | Клімат поселення | Клімат поселення | Клімат поселення | Клімат поселення | Клімат поселення | Клімат поселення | Клімат поселення | Клімат поселення | Клімат поселення | Клімат поселення | Клімат поселення |
| Показник                                      | Січ.             | Лют.             | Бер.             | Квіт.            | Трав.            | Черв.            | Лип.             | Серп.            | Вер.             | Жовт.            | Лист.            | Груд.            |                  |
| Середній максимум, °C                         | 9,99             | 10,69            | 13,39            | 16,48            | 21,10            | 24,80            | 27,68            | 27,32            | 23,45            | 18,93            | 13,46            | 10,69            |                  |
| Середня температура, °C                       | 5,57             | 6,27             | 8,95             | 12,06            | 16,66            | 20,37            | 23,74            | 23,36            | 19,49            | 14,98            | 9,50             | 6,72             |                  |
| Середній мінімум, °C                          | 1,14             | 1,85             | 4,54             | 7,65             | 12,25            | 15,96            | 19,78            | 19,40            | 15,53            | 11,02            | 5,55             | 2,78             |                  |
| Норма опадів, мм                              | 76               | 67               | 72               | 77               | 71               | 60               | 37               | 54               | 102              | 110              | 111              | 96               |                  |
| Середньомісячна швидкість вітру, м/с          | 2.79             | 2.91             | 3.08             | 2.97             | 2.58             | 2.38             | 2.40             | 2.29             | 2.48             | 2.62             | 3.14             | 3.06             |                  |
| Середньомісячна сонячна радіація, кДж/м²·день | 4971             | 7652             | 11215            | 16000            | 20229            | 22434            | 24087            | 20905            | 15420            | 9786             | 5347             | 4204             |                  |
| --------------------------------------------- | ---------------- | ---------------- | ---------------- | ---------------- | ---------------- | ---------------- | ---------------- | ---------------- | ---------------- | ---------------- | ---------------- | ---------------- | ---------------- |
| Джерело:                                      |                  |                  |                  |                  |                  |                  |                  |                  |                  |                  |                  |                  |                  |